# 証言ドキュメント 日本サッカーの50年
証言ドキュメント 日本サッカーの50年（しょうげんドキュメント・にほんサッカーの50ねん）は、日本放送協会が2010年・2011年に制作したサッカーの記録映画集である。

## 概要
日本サッカーはかつて弱小国といわれ、デッドマール・クラマーの指導によって強化された1968年メキシコオリンピックの銅メダル受賞後、長く国際舞台にすら立つことができない低迷が続いた。その後、1993年の日本プロサッカーリーグ（Jリーグ）発足、2002 FIFAワールドカップの日本誘致（結局は大韓民国との共同主催）推進にあたり、更なる強化を図ることになり、着実なる成長を遂げてきた。この日本サッカーの50年間を、当事者のインタビューと、関連の映像史料などを中心軸にして振り返ってみるというものであった。

## 出演
- ナレーター：大沢たかお
- 歴代サッカー日本代表選手多数
- セルジオ越後
- 岡田武史
- 岡野俊一郎
- ハンス・オフト
- 加茂周
- 川淵三郎
- 小松成美
- ジーコ
- アリ・ダエイ
- 車範根
- 洪明甫

## 内容
- 第1夜：世界との出会い（クラマーコーチの招聘～メキシコ五輪での銅メダル獲得まで）
- 第2夜：迷走、そして悲劇（メキシコ五輪以降の低迷期～1994 FIFAワールドカップアジア予選「ドーハの悲劇」まで）
- 第3夜：新世代の台頭（1998 FIFAワールドカップアジア予選「ジョホールバルの歓喜」へいたる過程）
- 第4夜：強国へのはるかなる道（1998 FIFAワールドカップフランス大会初出場～2010 FIFAワールドカップ南アフリカ大会出場決定に至るまで）
- 第5夜：未来へのリレー（2010 FIFAワールドカップ以後、これからの日本サッカーの展望）

第4回までは2010年のW杯前に製作された。第5回は2011年に新撮された。